# Farges-en-Septaine
Farges-en-Septaine település Franciaországban, Cher megyében. Lakosainak száma 1014 fő (2022. január 1.). Farges-en-Septaine Avord, Brécy, Nohant-en-Goût, Savigny-en-Septaine, Villabon és Baugy (Cher) községekkel határos.

## Népesség
A település népességének változása:
| Lakosok száma | 635  | 566  | 691  | 894  | 1049 | 1044 | 1009 | 999  | 995  | 1014 |
|               | 1968 | 1982 | 1990 | 2006 | 2013 | 2015 | 2017 | 2019 | 2020 | 2022 |